# 上西充子
上西 充子（うえにし みつこ、1965年 - ）は、日本の経済学者、社会学者。専門は応用経済学、教育社会学。
なかでも若年労働者のキャリア形成に関する研究を主とする。法政大学キャリアデザイン学部教授。法政大学人材育成研究所研究員。元日本労働研究機構副主任研究員。

## 略歴
奈良県にて出生。1988年に東京大学教育学部卒業後、東京大学経済学部に学士編入し、1990年に卒業。1995年に同大学院経済学研究科博士課程を単位取得退学し、日本労働研究機構入職。長年能力開発研究に携わり、2002年副主任研究員に昇格。
2003年、法政大学のキャリアデザイン学部設立に参画、専任講師となる。2004年に助教授に昇任、キャリアセンター副センター長を兼務し、2013年に教授に昇格。
2018年、Yahoo!ニュースで『「朝ごはんは食べたか」→「ご飯は食べてません（パンは食べたけど）」のような、加藤厚労大臣のかわし方』の記事で用いた「ご飯論法」が、同年の新語・流行語大賞トップテンに選出され、命名者の紙屋高雪と共同受賞している。

### 公職
- 2005年、厚生労働省職業能力開発局「職業能力開発の今後のあり方に関する研究会」委員
- 2005年、厚生労働省「勤労青少年ホームのあり方検討委員会」委員
- 2008年、厚生労働省「今後の労働関係法制度をめぐる教育の在り方に関する研究会」委員
- 2012年、内閣府「雇用戦略対話ワーキンググループ（若者雇用）」委員

## 著作リスト

### 単著
- 『呪いの言葉の解きかた』晶文社、2019年。ISBN　978-4-7949-7088-6
- 『国会をみよう：国会パブリックビューイングの試み』集英社クリエイティブ、2020年。ISBN　978-4-420-31087-1
- 『政治と報道：報道不信の根源』扶桑社新書、2021年。ISBN 978-4-594-08750-0

### 共著
- （柳川幸彦）『キャリアに揺れる：迷えるあなたに贈るブックガイド30』ナカニシヤ出版、2006年。ISBN　978-4-7795-0069-5
- （今野晴貴・藤田孝典・大内裕和ほか）『ブラック企業のない社会へ ：教育・福祉・医療・企業にできること』岩波書店〈岩波ブックレット〉、2014年。ISBN　978-4-00-270905-5
- （石田眞・浅倉 むつ子）『大学生のためのアルバイト・就活トラブルQ&A』旬報社、2017年。ISBN　978-4-8451-1499-3
- （永井愛）『言葉を手がかりに：見ること、伝えること、考えること』集英社クリエイティブ、2022年。ISBN　978-4-420-31096-3

### 編著
- 『米国』（海外職業訓練協会、2001年）
- 『大学のキャリア支援　―実践事例と省察―』（産労総合研究所出版部経営書院、2007年）

### 共編
- （川喜多喬）『就職活動から一人前の組織人まで：初期キャリアの事例研究』同友館、2010年。ISBN　978-4-496-04715-2

### 共訳
- （OECD編著）『若者の能力開発：働くために学ぶ ‐ OECD職業教育訓練レビュー:統合報告書』岩田克彦との共訳、明石書店、2012年。ISBN　978-4-7503-3680-0

### 論文等
- CiNii>上西充子
- Yahoo!Japanニュース>上西充子

## メディア出演等
- 23時開店!女の談話室 スナックHKB23 (BS-TBS、2018年8月18日)